# Arxillaüt

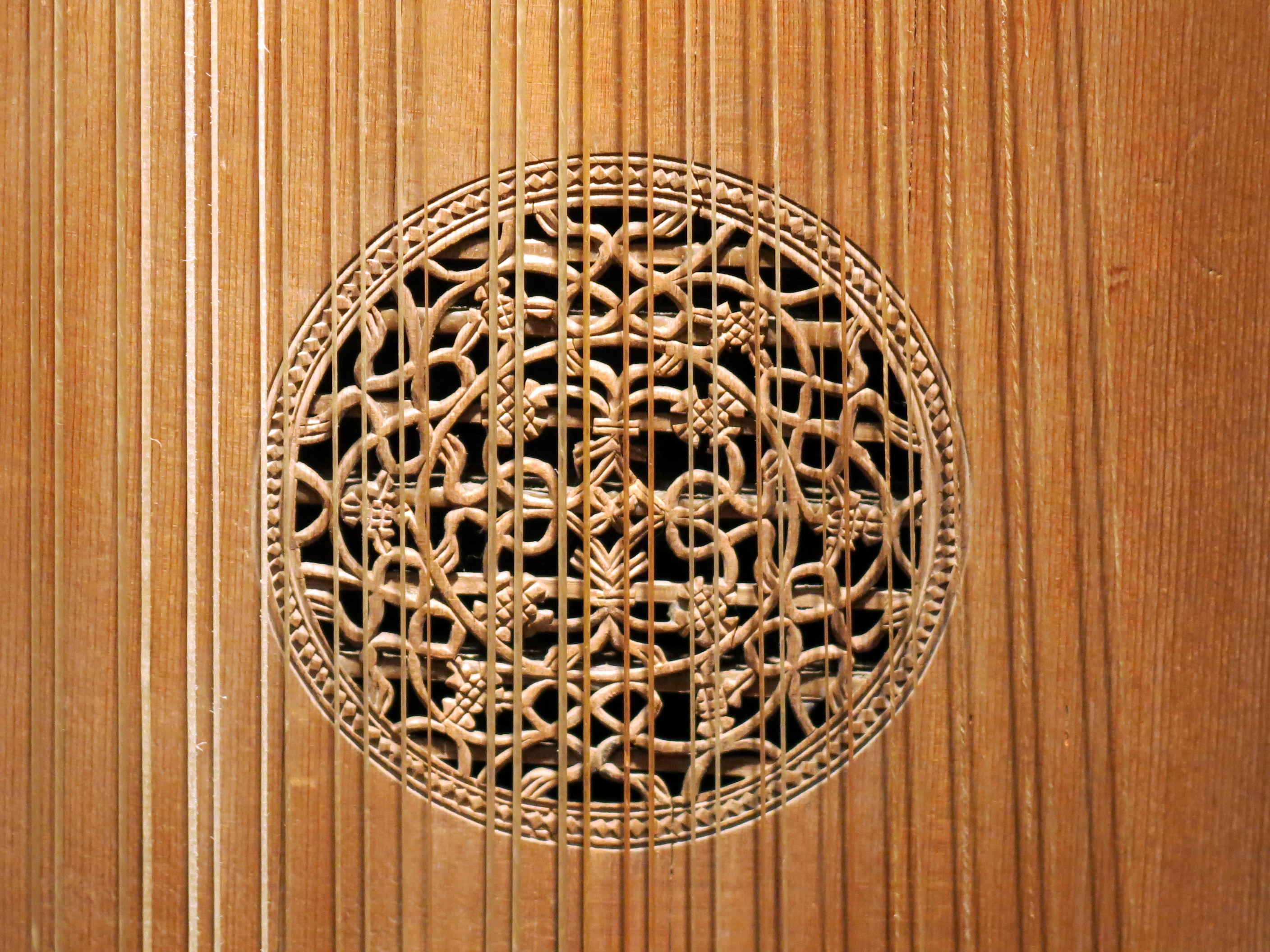
Detall de l'Arxillaüt Tieffenbrucker, Magnus, del Museu de la Música de Barcelona

L'arxillaüt és un instrument musical de corda polsada que prové del llaüt, igual que la tiorba i la cítara. Té el seu origen a Itàlia a finals del segle xvi i va sorgir de la necessitat dels intèrprets vocals de sentir-se recolzats per sons més greus en l'acompanyament. Consta de tretze o catorze cordes i la seva estructura és semblant a la d'un llaüt però amb el mànec o pal més allargat per posar-hi un segon claviller amb la finalitat de fixar una sèrie de cordes més llargues per a produir sons greus. L'afinació d'aquestes es determina i s'adequa a la tonalitat de l'obra que s'interpreta. El seu aspecte és molt semblant al de la tiorba, encara que el cos de l'arxillaüt és més petit i les dues primeres cordes estan afinades com les del llaüt i no una octava més greu com passa amb la tiorba.
Al llarg del segle xvii va augmentar la preferència per l'ús d'aquest instrument davant del llaüt, i fins i tot de la tiorba, perquè va millorar el seu so amb l'addició de cordes més sonores, en lloc de les cordes fixes més curtes que tenia en un principi. L'arxillaüt es va utilitzar com a instrument solista i com acompanyant realitzant el baix continu. A Anglaterra s'utilitzava com a alternativa de la tiorba a finals del segle xvii.